# Virgen de Riánsares
La Virgen de Riánsares es una advocación de la Virgen María. Es la patrona de Tarancón, en la provincia de Cuenca. Su festividad se celebra el 8 de septiembre, en la cual sale en procesión por las calles de Tarancón engalanda para la ocasión sobre unas andas en forma de barca. 
La imagen actual es del imaginero conquense Luis Marco Pérez y se caracteriza por su pequeña altura. Aparece sentada y es de vestir. En su mano izquierda sujeta a su hijo que porta una bola del mundo símbolo de su reinado sobre el universo. Cuenta la virgen con un amplio ajuar que contiene diversas coronas, gran variedad de mantos destacando uno donado por la reina regente de España, Doña María Cristina de Borbón-Dos Sicilias.

## Historia
La imagen de Ntra. Sra. de Riánsares se venera con tal título desde el siglo XV, aunque ya se veneraba desde el siglo V bajo el nombre de Virgen María.
Cuenta la historia, que el papa San Gregorio «El Grande» regala al rey visigodo Recaredo I una talla de la imagen de la virgen María, y que el monarca llevaría siempre atada a la silla de su caballo. Dicho rey, pasando por tierras de Tarancón, se sintió repentinamente afectado por una grave dolencia obligándolo a detenerse en un pequeño oratorio dedicado a la Virgen María, situado en un lugar conocido como Riánsares (río Riansáres), imponiendo pues, el soberano la protección de la Virgen, en pocas horas se repone de la dolencia y en agradecimiento regaló la imagen para que se venerara en aquel pequeño oratorio y ordenó que se reformara y ampliara mandando a unas monjas de la orden de S. Benito para custodiar y dar culto a aquella imagen.
Ya en el siglo VI con la invasión musulmana, alarmadas las monjas huyen a Valladolid, llevándose consigo la imagen de la Virgen. Muchos años estuvo Tarancón añorando su protección, hasta que un 8 de septiembre del siglo XV, a un pastor que cuidaba de su rebaño en ese mismo lugar, se le apareció sobre una higuera la Virgen María. Asombrado el pueblo de la narración del pastor se interpretó que era voluntad de la virgen que se reconstruyera aquel santuario y volviera su imagen a Tarancón. En este punto la tradición se divide en dos: una dice que se hicieron los trámites correspondientes para devolver la imagen que se encontraba en Valladolid a Tarancón; y la otra es, que el pueblo fue al lugar de la aparición y encontraron sobre la higuera la antigua imagen que, después de venerarla, la condujeron en procesión a Tarancón.
El hecho es que la antiquísima imagen regresa a Tarancón, y el pueblo reconstruyó sobre el antiguo monasterio la nueva ermita y se deposita allí la imagen. Desde ese momento, se venera esta imagen como Ntra. Sra. de Riánsares. Al principio solo se transladaba al pueblo en día de calamidades públicas o rogativas pero, pasado el tiempo, el pueblo quería tener más cerca la imagen de la Virgen y se decide que pasara 6 meses en su santuario y 6 meses en Tarancón. De tal forma que se trasladara desde su ermita a Tarancón el 15 de agosto, festividad de la asunción de la virgen, y se devolvería el 28 de enero, festividad de San Julián Obispo, patrón de la dióceis de Cuenca. Cuando la imagen está en Tarancón, se celebra la fiesta grande de la Virgen, el 8 de septiembre.

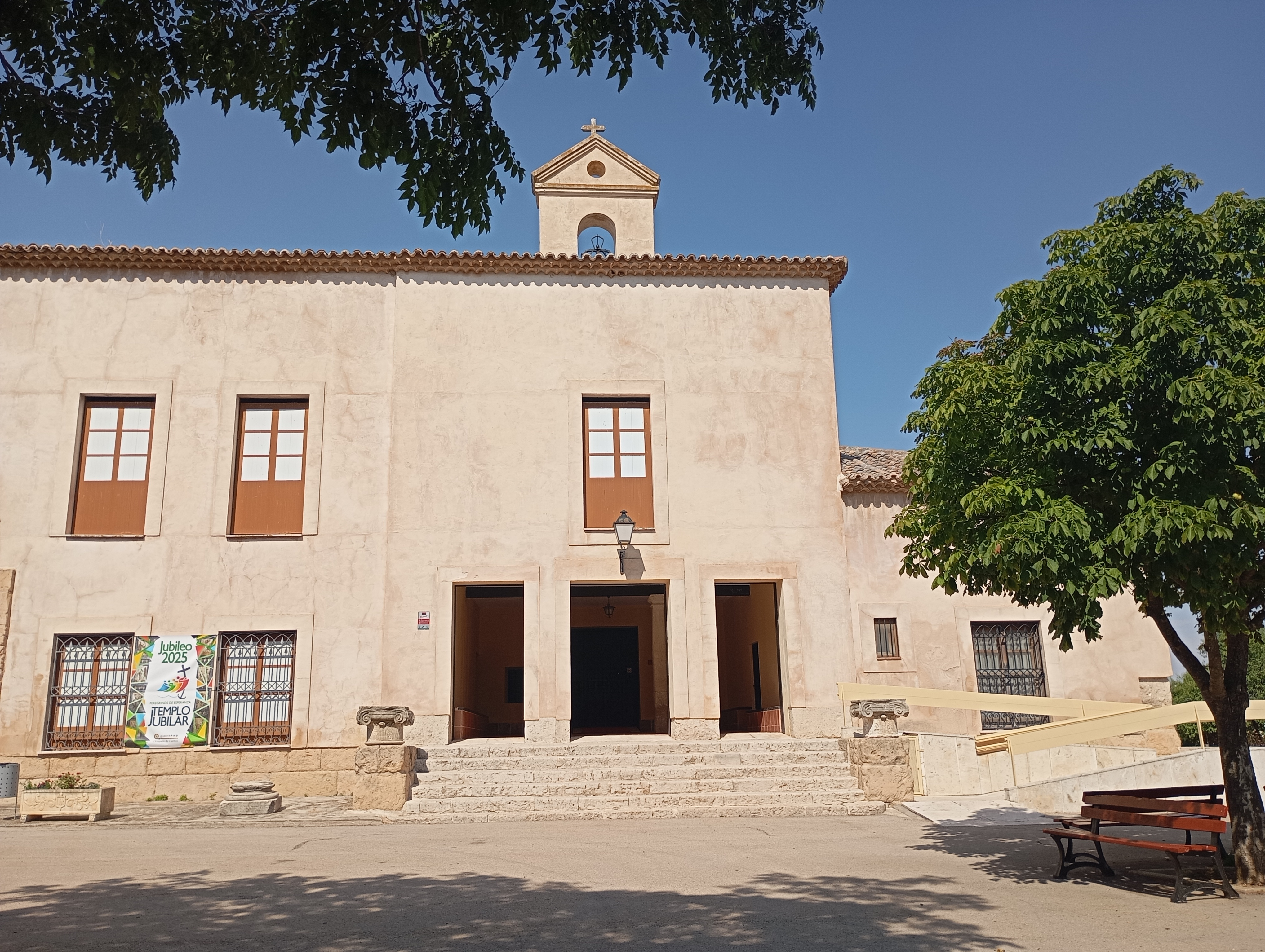
Santuario Virgen de Riánsares (Tarancón)

## Coronación Canónica
En 1927 el P. Vicente Gómez Solera, en un pequeño libro titulado Ntra. Sra. de Riánsares, confiesa que una de las miras que tuvo al escribir esta obra fue «la coronación canónica de la santa imagen», en este libro animaba al pueblo a pedir tal coronación, pues la devoción que se tenía a esta imagen cumplía todo lo necesario para ser coronada, pero aún tendrían que pasar unas decenas de años para que esta idea se llevase a cabo.
A petición del pueblo de Tarancón, el obispo de Cuenca en mayo de 1961, pide a Roma la solicitud de la coronación canónica de Ntra. Sra. la Virgen de Riánsares. El 13 de diciembre de 1961 se firma la bula de la coronación en Roma por el papa Juan XXIII, con este contenido principal: «...consideradas bien todas las cosas, por medio de este documento y con nuestra autoridad apostólica, damos licencia al citado obispo de Cuenca para que, en el día que el señale, después de la misa solemne, según el rito y fórmula prescrita imponga, en nuestro nombre y autoridad, una CORONA DE ORO a la imagen de Ntra. Sra. de Riánsares, venerada en la ciudad de Tarancón...»
La fecha escogida para este acto fue el 7 de septiembre de 1962. Para tal evento se recogen donativos, tanto económicos como en joyas, para hacer la corona y el manto. Se realizaron varios actos culturales y espirituales, destacando el novenario que predicó el P. Julián Ocaña.
Al acto de la conoración acudieron los pueblos del arciprestazgo, sacerdotes, autoridades, autoridades provinciales, la Virgen de la Luz (patrona de Cuenca) que actuó como madrina de la coronación; y el obispo de Cuenca D. Inocencio Rodríguez Diez. Se celebró la eucaristía y se le impuso la corona a la Virgen y al niño.
El acto comenzó a las 16:30 en la parroquia de Ntra. Sra de la Asunción, con la procesión hasta la plaza Primero de Mayo, donde tuvo lugar el acto hasta bien entrada la noche.

## 50 Aniversario de la Coronación
Con motivo del 50 aniversario de la coronación canónica, la hermandad de la santísima virgen de Riánsares a organizado una serie de actos que comenzaron el 7 de septiembre de 2012 con la apertura del Año Santo (Año Jubilar), un acto en el que asistieron numerosas autoridades nacionales y provinciales, y que fue presidido por el Excelentísimo y Reverendísimo Don José María Yanguas Sanz, Obispo de Cuenca. Este Año Santo, concedido por su Santidad el Papa Benedicto XVI. Este Año Santo o Año Jubilar concluyó el día 8 de septiembre de 2013, coincidiendo con las fiestas patronales.
Durante todo el año se programaron diversas peregrinaciones por parte de hermandades, colectivos y asociaciones de la ciudad de Tarancón, de la provincia e incluso de otros lugares de España.